# Alocao
"Alocao" es una canción interpretada por los cantantes españoles Omar Montes y Bad Gyal. Fue lanzado como un sencillo por Universal Music Group el 24 de octubre de 2019. La canción se convirtió en el sencillo más escuchado de España, siendo la primera canción de Omar Montes y Bad Gyal en llegar a este puesto.

## Videoclip
El vídeo de música fue lanzado el 24 de octubre de 2019 y estuvo dirigido por Fabricio Jiménez. Fue grabado en Gerona (España). Muestra los cantantes que bailan entre ellos de forma sexual y tomas de una mansión y un Lamborghini. Bad Gyal cambia el estilo de su pelo varias veces durante el vídeo, teniéndolo de rubio a naranja.

## Posicionamiento en las listas
| Listas (2019)              | Posición |
| -------------------------- | -------- |
| España (PROMUSICAE)        | 1        |
| Nicaragua (Monitor Latino) | 17       |

## Certificaciones
| Región              | Certificación | Unidades vendidas |
| ------------------- | ------------- | ----------------- |
| España (PROMUSICAE) | 6x Platino    | 240.000           |

## Premios y nominaciones
| Año  | Premio                     | Categoría                | Resultado | Ref.  |
| ---- | -------------------------- | ------------------------ | --------- | ----- |
| 2020 | Latin Music Italian Awards | Mejor canción eurolatina | Ganadora  | [ 8 ] |
| 2021 | Premios Odeón              | Mejor canción urbana     | Nominada  | [ 9 ] |